# Beni-Zikki
Beni-Zikki là một đô thị thuộc tỉnh Tizi Ouzou, Algérie. Dân số thời điểm năm 2002 là 3.943 người.